# Алексешти (Јаши)
Алексешти (рум. Alexești) насеље је у Румунији у округу Јаши у општини Ипателе. Oпштина се налази на надморској висини од 184 m.

## Становништво
Према подацима из 2002. године у насељу је живело 59 становника, од којих су сви румунске националности.